# 2012–2013-as angol labdarúgókupa
A 2012–2013-as angol labdarúgókupa a világ legrégebbi versenysorozata, a The Football Association Challenge Cup, röviden FA-kupa 132. szezonja. Ebben a szezonban 758 klub jelentkezését fogadták el.
A verseny 2012. augusztus 11-én kezdődött az extra selejtezőkörrel és 2013. május 11-én ért véget a Wembley Stadionban tartott döntővel, melyet a Wigan Athletic nyert meg.

## Eseménynaptár
A 2012–13-as szezon mérkőzésnapjai az Angol labdarúgó-szövetség szerint:
| Kör                   | Dátum                               | Mérkőzések száma | Csapatok  | Új érkezők a körben | Pénzdíj                                 |
| --------------------- | ----------------------------------- | ---------------- | --------- | ------------------- | --------------------------------------- |
| Extra selejtezőkör    | 2012. augusztus 11.                 | 200              | 758 → 558 | 400: 359.–758.      | 1 000 £                                 |
| Selejtezőkör          | 2012. augusztus 25.                 | 166              | 558 → 392 | 132: 227.–358.      | 1 750£                                  |
| Első selejtezőkör     | 2012. szeptember 8.                 | 116              | 392 → 276 | 65: 161.–226.       | 3 000 £                                 |
| Második selejtezőkör  | 2012. szeptember 22.                | 80               | 276 → 196 | 44: 117.–160.       | 4 500 £                                 |
| Harmadik selejtezőkör | 2012. október 6.                    | 40               | 196 → 156 | –                   | 7 500 £                                 |
| Negyedik selejtezőkör | 2012. október 20.                   | 32               | 156 → 124 | 24: 93.–116.        | 12 500 £                                |
| Első kör              | 2012. november 3.                   | 40               | 124 → 84  | 48: 45.–92.         | 18 000 £                                |
| Második kör           | 2012. december 1.                   | 20               | 84 → 64   | –                   | 27 000 £                                |
| Harmadik kör          | 2013. január 5.                     | 32               | 64 → 32   | 44: 1.–44.          | 67 500 £                                |
| Negyedik kör          | 2013. január 26.                    | 16               | 32 → 16   | –                   | 90 000 £                                |
| Ötödik kör            | 2013. február 16.                   | 8                | 16 → 8    | –                   | 180 000 £                               |
| Hatodik kör           | 2013. március 9. 2013. március 10.  | 4                | 8 → 4     | –                   | 360 000 £                               |
| Elődöntő              | 2013. április 13. 2013. április 14. | 2                | 4 → 2     | –                   | 900 000 £                               |
| Döntő                 | 2013. május 11.                     | 1                | 2 → 1     | –                   | Győztes: 1 800 000 £ Vesztes: 900 000 £ |

## Harmadik kör
| #           | Hazai csapat           | Eredmény | Vendég csapat           | Nézőszám |
| ----------- | ---------------------- | -------- | ----------------------- | -------- |
| 1           | Crystal Palace         | 0–0      | Stoke City              | 13693    |
| újrajátszás | Stoke City             | 4–1†     | Crystal Palace          | 11617    |
| 2           | Brighton & Hove Albion | 2–0      | Newcastle United        | 21740    |
| 3           | Tottenham Hotspur      | 2–0      | Coventry City           | 35766    |
| 4           | Wigan Athletic         | 1–1      | Bournemouth             | 8199     |
| újrajátszás | Bournemouth            | 0–1      | Wigan Athletic          | 8890     |
| 5           | Fulham                 | 1–1      | Blackpool               | 14473    |
| újrajátszás | Blackpool              | 1–2†     | Fulham                  | 8706     |
| 6           | Aston Villa            | 2–1      | Ipswich Town            | 24854    |
| 7           | Charlton Athletic      | 0–1      | Huddersfield Town       | 6657     |
| 8           | Macclesfield Town      | 2–1      | Cardiff City            | 3165     |
| 9           | Barnsley               | 1–0      | Burnley                 | 5091     |
| 10          | Manchester City        | 3–0      | Watford                 | 46821    |
| 11          | Swansea City           | 2–2      | Arsenal                 | 18848    |
| újrajátszás | Arsenal                | 1–0      | Swansea City            | 58359    |
| 12          | Leicester City         | 2–0      | Burton Albion           | 14463    |
| 13          | Millwall               | 1–0      | Preston North End       | 5364     |
| 14          | Cheltenham Town        | 1–5      | Everton                 | 6891     |
| 15          | Derby County           | 5–0      | Tranmere Rovers         | 11740    |
| 16          | Crawley Town           | 1–3      | Reading                 | 5880     |
| 17          | Aldershot Town         | 3–1      | Rotherham United        | 2992     |
| 18          | Middlesbrough          | 4–1      | Hastings United         | 12597    |
| 19          | Oxford United          | 0–3      | Sheffield United        | 7079     |
| 20          | Southampton            | 1–5      | Chelsea                 | 27813    |
| 21          | Queens Park Rangers    | 1–1      | West Bromwich Albion    | 8984     |
| újrajátszás | West Bromwich Albion   | 0–1      | Queens Park Rangers     | 11184    |
| 22          | Peterborough United    | 0–3      | Norwich City            | 13198    |
| 23          | Mansfield Town         | 1–2      | Liverpool               | 7574     |
| 24          | Bolton Wanderers       | 2–2      | Sunderland              | 12204    |
| újrajátszás | Sunderland             | 0–2      | Bolton Wanderers        | 17505    |
| 25          | Nottingham Forest      | 2–3      | Oldham Athletic         | 11293    |
| 26          | West Ham United        | 2–2      | Manchester United       | 32922    |
| újrajátszás | Manchester United      | 1–0      | West Ham United         | 71081    |
| 27          | Hull City              | 1–1      | Leyton Orient           | 8585     |
| újrajátszás | Leyton Orient          | 1–2†     | Hull City               | 3601     |
| 28          | Blackburn Rovers       | 2–0      | Bristol City            | 5504     |
| 29          | Leeds United           | 1–1      | Birmingham City         | 11447    |
| újrajátszás | Birmingham City        | 1–2      | Leeds United            | 8962     |
| 30          | Southend United        | 2–2      | Brentford               | 5540     |
| újrajátszás | Brentford              | 2–1      | Southend United         | 5540     |
| 31          | Luton Town             | 1–0      | Wolverhampton Wanderers | 9638     |
| 32          | Sheffield Wednesday    | 0–0      | Milton Keynes Dons      | 11462    |
| újrajátszás | Milton Keynes Dons     | 2–0      | Sheffield Wednesday     | 6782     |

† – hosszabbítás után

## Negyedik kör
| 2013. január 25. 20:45 | Millwall               | 2 – 1                 | Aston Villa | The Den, London Nézőszám: 15007 Játékvezető: Neil Swarbrick |
| 2013. január 25. 20:45 | Shittu 27' Marquis 89' | (1 – 1) (Jegyzőkönyv) | 22' Bent    | The Den, London Nézőszám: 15007 Játékvezető: Neil Swarbrick |

| 2013. január 26. 13:45 | Stoke City | 0 – 1                 | Manchester City | Britannia Stadium, Stoke-on-Trent Nézőszám: 19814 Játékvezető: Howard Webb |
| 2013. január 26. 13:45 |            | (0 – 0) (Jegyzőkönyv) | 85' Zabaleta    | Britannia Stadium, Stoke-on-Trent Nézőszám: 19814 Játékvezető: Howard Webb |

| 2013. január 26. 16:00 | Norwich City | 0 – 1                 | Luton Town  | Carrow Road, Norwich Nézőszám: 26521 Játékvezető: Andre Marriner |
| 2013. január 26. 16:00 |              | (0 – 0) (Jegyzőkönyv) | 80' Rendell | Carrow Road, Norwich Nézőszám: 26521 Játékvezető: Andre Marriner |

| 2013. január 26. 16:00 | Macclesfield Town | 0 – 1                 | Wigan Athletic      | Moss Rose, Macclesfield Nézőszám: 5849 Játékvezető: Roger East |
| 2013. január 26. 16:00 |                   | (0 – 1) (Jegyzőkönyv) | 7' (11-esből) Gómez | Moss Rose, Macclesfield Nézőszám: 5849 Játékvezető: Roger East |

| 2013. január 26. 16:00 | Derby County | 0 – 3                 | Blackburn Rovers                       | Pride Park Stadion, Derby Nézőszám: 14013 Játékvezető: Stuart Attwell |
| 2013. január 26. 16:00 |              | (0 – 1) (Jegyzőkönyv) | 44' Kazim-Richards 66' Dann 71' Rhodes | Pride Park Stadion, Derby Nézőszám: 14013 Játékvezető: Stuart Attwell |

| 2013. január 26. 16:00 | Hull City | 0 – 1                 | Barnsley    | KC stadion, Kingston upon Hull Nézőszám: 9932 Játékvezető: Keith Stroud |
| 2013. január 26. 16:00 |           | (0 – 0) (Jegyzőkönyv) | 70' Dagnall | KC stadion, Kingston upon Hull Nézőszám: 9932 Játékvezető: Keith Stroud |

| 2013. január 26. 16:00 | Middlesbrough        | 2 – 1                 | Aldershot Town | Riverside Stadion, Middlesbrough Nézőszám: 12684 Játékvezető: Andy Madley |
| 2013. január 26. 16:00 | Jutkiewicz 83' 90+6' | (0 – 0) (Jegyzőkönyv) | 89' Hylton     | Riverside Stadion, Middlesbrough Nézőszám: 12684 Játékvezető: Andy Madley |

| 2013. január 26. 16:00 | Brighton & Hove Albion | 2 – 3                 | Arsenal                    | Falmer Stadium, Falmer Nézőszám: 27113 Játékvezető: Michael Oliver |
| 2013. január 26. 16:00 | Barnes 33' Ulloa 62'   | (1 – 1) (Jegyzőkönyv) | 16' 56' Giroud 85' Walcott | Falmer Stadium, Falmer Nézőszám: 27113 Játékvezető: Michael Oliver |

| 2013. január 26. 16:00 | Reading                                  | 4 – 0                 | Sheffield United | Madejski Stadium, Reading Nézőszám: 14715 Játékvezető: Chris Foy |
| 2013. január 26. 16:00 | Hunt 6' 50' Leigertwood 40' McCleary 54' | (2 – 0) (Jegyzőkönyv) |                  | Madejski Stadium, Reading Nézőszám: 14715 Játékvezető: Chris Foy |

| 2013. január 26. 16:00 | Huddersfield Town    | 1 – 1                 | Leicester City | John Smith's Stadium, Huddersfield Nézőszám: 11945 Játékvezető: Anthony Taylor |
| 2013. január 26. 16:00 | Novak 74' (11-esből) | (0 – 0) (Jegyzőkönyv) | 82' Wood       | John Smith's Stadium, Huddersfield Nézőszám: 11945 Játékvezető: Anthony Taylor |

| 2013. január 26. 16:00 | Queens Park Rangers      | 2 – 4                 | Milton Keynes Dons                               | Loftus Road, London Nézőszám: 17081 Játékvezető: Mike Dean |
| 2013. január 26. 16:00 | Bothroyd 83' Fábio 90+2' | (0 – 2) (Jegyzőkönyv) | 4' (öngól) Traoré 40' Lowe 50' Harley 56' Potter | Loftus Road, London Nézőszám: 17081 Játékvezető: Mike Dean |

| 2013. január 26. 16:00 | Bolton Wanderers | 1 – 2                 | Everton                    | Reebok Stadium, Bolton Nézőszám: 18760 Játékvezető: Martin Atkinson |
| 2013. január 26. 16:00 | Sordell 27'      | (1 – 1) (Jegyzőkönyv) | 18' Pienaar 90+1' Heitinga | Reebok Stadium, Bolton Nézőszám: 18760 Játékvezető: Martin Atkinson |

| 2013. január 26. 18:30 | Manchester United                                | 4 – 1                 | Fulham     | Old Trafford, Manchester Nézőszám: 72596 Játékvezető: Mark Clattenburg |
| 2013. január 26. 18:30 | Giggs 3' (11-esből) Rooney 50' Hernández 52' 66' | (1 – 0) (Jegyzőkönyv) | 77' Hughes | Old Trafford, Manchester Nézőszám: 72596 Játékvezető: Mark Clattenburg |

| 2013. január 27. 13:00 | Brentford                           | 2 – 2                 | Chelsea              | Griffin Park, Brentford Nézőszám: 12146 Játékvezető: Jonathan Moss |
| 2013. január 27. 13:00 | Trotta 42' Forrester 73' (11-esből) | (1 – 0) (Jegyzőkönyv) | 55' Oscar 83' Torres | Griffin Park, Brentford Nézőszám: 12146 Játékvezető: Jonathan Moss |

| 2013. január 27. 15:00 | Leeds United             | 2 – 1                 | Tottenham Hotspur | Elland Road, Leeds Nézőszám: 29943 Játékvezető: Kevin Friend |
| 2013. január 27. 15:00 | Varney 15' McCormack 50' | (1 – 0) (Jegyzőkönyv) | 58' Dempsey       | Elland Road, Leeds Nézőszám: 29943 Játékvezető: Kevin Friend |

| 2013. január 27. 17:00 | Oldham Athletic         | 3 – 2                 | Liverpool            | Boundary Park, Oldham Nézőszám: 10295 Játékvezető: Lee Probert |
| 2013. január 27. 17:00 | Smith 3' 45' Wabara 48' | (2 – 1) (Jegyzőkönyv) | 17' Suárez 80' Allen | Boundary Park, Oldham Nézőszám: 10295 Játékvezető: Lee Probert |

### Újrajátszás
| 2013. február 12. 20:30 | Leicester City | 1 – 2                 | Huddersfield Town       | King Power Stadium, Leicester Nézőszám: 14517 Játékvezető: James Adcock |
| 2013. február 12. 20:30 | Keane 7'       | (1 – 1) (Jegyzőkönyv) | 5' Clayton 75' Scannell | King Power Stadium, Leicester Nézőszám: 14517 Játékvezető: James Adcock |

| 2013. február 17. 13:00 | Chelsea                                  | 4 – 0                 | Brentford            | Stamford Bridge, London Nézőszám: 40961 Játékvezető: Neil Swarbrick |
| 2013. február 17. 13:00 | Mata 55' Oscar 68' Lampard 71' Terry 81' | (0 – 0) (Jegyzőkönyv) | 55' Oscar 83' Torres | Stamford Bridge, London Nézőszám: 40961 Játékvezető: Neil Swarbrick |

## Ötödik kör
| 2013. február 16. 13:45 | Luton Town | 0 – 3                 | Millwall                          | Kenilworth Road, Luton Nézőszám: 9768 Játékvezető: Lee Probert |
| 2013. február 16. 13:45 |            | (0 – 2) (Jegyzőkönyv) | 12' Henry 36' Hulse 86' N'Guessan | Kenilworth Road, Luton Nézőszám: 9768 Játékvezető: Lee Probert |

| 2013. február 16. 16:00 | Milton Keynes | 1 – 3                 | Barnsley                      | Stadium mk, Milton Keynes Nézőszám: 14475 Játékvezető: Mike Jones |
| 2013. február 16. 16:00 |               | (0 – 2) (Jegyzőkönyv) | 3' 90+1' Dagnall 19' Harewood | Stadium mk, Milton Keynes Nézőszám: 14475 Játékvezető: Mike Jones |

| 2013. február 16. 16:00 | Arsenal | 0 – 1                 | Blackburn Rovers   | Emirates Stadium, London Nézőszám: 60070 Játékvezető: Mike Dean |
| 2013. február 16. 16:00 |         | (0 – 0) (Jegyzőkönyv) | 72' Kazim-Richards | Emirates Stadium, London Nézőszám: 60070 Játékvezető: Mike Dean |

| 2013. február 16. 19:00 | Oldham Athletic       | 2 – 2                 | Everton                   | Boundary Park, Oldham Nézőszám: 9473 Játékvezető: Phil Dowd |
| 2013. február 16. 19:00 | Obita 13' Smith 90+5' | (1 – 1) (Jegyzőkönyv) | 24' Anichebe 48' Jagielka | Boundary Park, Oldham Nézőszám: 9473 Játékvezető: Phil Dowd |

| 2013. február 17. 15:00 | Manchester City                                 | 4 – 0                 | Leeds United | Etihad Stadium, Manchester Nézőszám: 46849 Játékvezető: Mark Clattenburg |
| 2013. február 17. 15:00 | Y. Touré 5' Agüero 15' (11-esből) 74' Tévez 52' | (2 – 0) (Jegyzőkönyv) |              | Etihad Stadium, Manchester Nézőszám: 46849 Játékvezető: Mark Clattenburg |

| 2013. február 17. 16:55 | Huddersfield Town | 1 – 4                 | Wigan Athletic                          | Etihad Stadium, Manchester Nézőszám: 46849 Játékvezető: Mark Clattenburg |
| 2013. február 17. 16:55 | Novak 62'         | (0 – 2) (Jegyzőkönyv) | 31' McManaman 40' 89' Koné 56' McArthur | Etihad Stadium, Manchester Nézőszám: 46849 Játékvezető: Mark Clattenburg |

| 2013. február 18. 21:00 | Manchester United      | 2 – 1                 | Reading     | Old Trafford, Manchester Nézőszám: 75213 Játékvezető: Andre Marriner |
| 2013. február 18. 21:00 | Nani 69' Hernández 72' | (0 – 0) (Jegyzőkönyv) | 81' McAnuff | Old Trafford, Manchester Nézőszám: 75213 Játékvezető: Andre Marriner |

| 2013. február 27. 20:45 | Middlesbrough | 0 – 2                 | Chelsea               | Riverside Stadion, Middlesbrough Nézőszám: 27856 Játékvezető: Martin Atkinson |
| 2013. február 27. 20:45 |               | (0 – 0) (Jegyzőkönyv) | 51' Ramires 73' Moses | Riverside Stadion, Middlesbrough Nézőszám: 27856 Játékvezető: Martin Atkinson |

### Újrajátszás
| 2013. február 26. 20:45 | Everton                                      | 3 – 1                 | Oldham Athletic | Goodison Park, Liverpool Nézőszám: 32688 Játékvezető: Michael Oliver |
| 2013. február 26. 20:45 | Mirallas 15' Baines 34' (11-esből) Osman 62' | (2 – 0) (Jegyzőkönyv) | 64' Smith       | Goodison Park, Liverpool Nézőszám: 32688 Játékvezető: Michael Oliver |

## Hatodik kör
| 2013. március 9. 13:45 | Everton | 0 – 3                 | Wigan Athletic                       | Goodison Park, Liverpool Nézőszám: 35068 Játékvezető: Kevin Friend |
| 2013. március 9. 13:45 |         | (0 – 3) (Jegyzőkönyv) | 30' Figueroa 31' McManaman 33' Gómez | Goodison Park, Liverpool Nézőszám: 35068 Játékvezető: Kevin Friend |

| 2013. március 9. 18:30 | Manchester City                         | 5 – 0                 | Barnsley | Etihad Stadium, Manchester Nézőszám: 46728 Játékvezető: Anthony Taylor |
| 2013. március 9. 18:30 | Tévez 11' 31' 50' Kolarov 27' Silva 65' | (3 – 0) (Jegyzőkönyv) |          | Etihad Stadium, Manchester Nézőszám: 46728 Játékvezető: Anthony Taylor |

| 2013. március 10. 15:00 | Millwall              | 0 – 0 | Blackburn Rovers | The Den, London Nézőszám: 14885 Játékvezető: Martin Atkinson |
| 2013. március 10. 15:00 | (0 – 0) (Jegyzőkönyv) |       |                  | The Den, London Nézőszám: 14885 Játékvezető: Martin Atkinson |

| 2013. március 10. 17:30 | Manchester United       | 2 – 2                 | Chelsea                | Old Trafford, Manchester Nézőszám: 75196 Játékvezető: Howard Webb |
| 2013. március 10. 17:30 | Hernández 5' Rooney 11' | (2 – 0) (Jegyzőkönyv) | 59' Hazard 68' Ramires | Old Trafford, Manchester Nézőszám: 75196 Játékvezető: Howard Webb |

### Újrajátszás
| 2013. március 13. 20:30 | Blackburn Rovers | 0 – 1                 | Millwall   | Ewood Park, Blackburn Nézőszám: 8635 Játékvezető: Mark Clattenburg |
| 2013. március 13. 20:30 |                  | (0 – 1) (Jegyzőkönyv) | 42' Shittu | Ewood Park, Blackburn Nézőszám: 8635 Játékvezető: Mark Clattenburg |

| 2013. április 1. 13:30 | Chelsea | 1 – 0                 | Manchester United | Stamford Bridge, London Nézőszám: 40704 Játékvezető: Phil Dowd |
| 2013. április 1. 13:30 | Ba 49'  | (0 – 0) (Jegyzőkönyv) |                   | Stamford Bridge, London Nézőszám: 40704 Játékvezető: Phil Dowd |

## Elődöntő
| 2013. április 13. 18:15 | Millwall | 0 – 2                 | Wigan Athletic            | Wembley Stadion, London Nézőszám: 62335 Játékvezető: Michael Oliver |
| 2013. április 13. 18:15 |          | (0 – 1) (Jegyzőkönyv) | 25' Maloney 78' McManaman | Wembley Stadion, London Nézőszám: 62335 Játékvezető: Michael Oliver |

| 2013. április 14. 17:00 | Chelsea | 1 – 2                 | Manchester City      | Wembley Stadion, London Nézőszám: 85621 Játékvezető: Chris Foy |
| 2013. április 14. 17:00 | Ba 66'  | (0 – 1) (Jegyzőkönyv) | 35' Nasri 47' Agüero | Wembley Stadion, London Nézőszám: 85621 Játékvezető: Chris Foy |

## Döntő
| 2013. május 11. 18:15 | Manchester City | 0 – 1                 | Wigan Athletic | Wembley Stadion, London Nézőszám: 86254 Játékvezető: Andre Marriner |
| 2013. május 11. 18:15 | Zabaleta 85′    | (0 – 0) (Jegyzőkönyv) | 90+1' Watson   | Wembley Stadion, London Nézőszám: 86254 Játékvezető: Andre Marriner |

| 2012–2013-as angol labdarúgókupa |
| -------------------------------- |
| Wigan Athletic Első cím          |